# Ouenza
Ouenza este un oraș din Algeria.

## Legături externe
Web site : http://ouenzanews.free.fr